# Jean Lacou
Jean Lacou (en occitan, Jan Lacor), né le 9 août 1820 à Mérignac et mort en 1908, est un poète d'expression française et occitane. C'est aussi un journaliste, un inventeur-mécanicien, un marchand de vins et de conserves alimentaires, un armateur de pêche.

## Biographie
Issu d'un milieu social modeste (son père était tonnelier), il a été scolarisé aux écoles chrétiennes de Bordeaux de 1828 à 1832. Il a appris à lire, écrire et calculer. Ne pouvant payer ses études, il a commencé à travailler comme apprenti-mécanicien. Après un séjour au Portugal (1840-1843), il a publié ses premières œuvres, Les Premiers Chants en 1845, dont il avoue les faiblesses. Dans ce recueil, on trouve Diégo, brigand portugais, composé à Lisbonne en 1840. Jean se marie à Bordeaux le 22 mai 1852 avec Marie Cans. Il réside à Arcachon, où il exerce les métiers de libraire, marchand de vins et de conserves alimentaires puis armateur de pêche. Il a écrit en 1856 le Guide du voyageur à Arcachon puis a fondé en 1858 le journal Le Phare d'Arcachon. Se disant prolétaire, profondément chrétien, Lacou est attiré, de par ses origines, par les problèmes sociaux. En 1852, les lois sur la presse de l'Empire jugent le journal non-conforme à la loi, et Lacou est emprisonné un mois au fort du Hâ à Bordeaux, après avoir payé 100 francs d'amende. Il écrit en prison Les heures d'un prisonnier , recueil dans lequel il s'adresse à sa muse, à ses deux enfants, aux nombreux amis qui sont venus me voir en prison.  Son recueil Fleurs des Landes (1853) le voit employer l'occitan pour la première fois. Il s'agit d'un gascon girondin, celui qui se parlait à Mérignac et dans ses environs. C'est un parler avec des francismes, mais qui a l'immense intérêt d'être naturel et spontané. Il nous renseigne sur la manière dont on parlait l'occitan du côté de Bordeaux au XIXe siècle. En 1866, il fonde le Courrier de Bordeaux et en 1867 le Messager des Landes et de la Gironde. En 1869, ses œuvres complètes sont éditées à Bordeaux, chez Auguste Bord. Il est mort en 1908, âgé de 87 ans.
En tout, nous possédons quatre poésies occitanes de lui publiées dans Fleurs des Landes : La Gouyata daou bucheroun, Pendèn la tempesto, Lous Parans et Amiga perduda qu'il a extraites de son recueil lors de la publication de ses œuvres complètes en 1869.
Ses influences littéraires, pour le français, sont Béranger,, Victor Hugo, Lamartine,, peut-être de Nerval. Pour l'occitan, il semble avoir été marqué par le style de Jansemin, alors au sommet de son prestige, mais nous savons qu'il connaissait aussi son cadet et voisin Théodore Blanc (1840-1880), auquel la poésie La Gouyata daou bucheroun de Fleurs des Landes est dédiée.

### L'inventeur
Jean Lacou a utilisé sa formation de mécanicien pour imaginer diverses inventions pour certaines desquelles il a déposé des brevets. Il revendique 21 inventions dans un article paru dans Le Véloce-sport (3 janvier 1895). Il est très certainement un précurseur du vélocipède à pédales (avant Pierre Michaux), mais n'ayant pas foi en cette invention, il a renoncé à développer ce projet.

« En 1846, je construisis un vélocipède à pédales, avec roues en bois, avec de larges jantes, afin d'être bien équilibré sur le sol. Mais ne trouvant pas ce système agréable ni commode, puisqu'il n'y avait place que pour une seule personne, je laissai ce projet de côté... »

— Jean Lacou, La Gironde (30 décembre 1894)
..
L'article Causerie Bordelaise du journal La Gironde du 30 décembre 1894, expose que Lean Lacou, entre 1846 et 1848, a construit deux machines mécaniques à force humaine, l'une établie sur quatre roues, mue par deux manivelles à vilebrequin et l'autre sur trois roues, aussi à vilebrequin, actionnée par des pédales. Plusieurs témoins déclarent qu'ils sont montés sur ces machines et ont parcouru diverses campagnes des environs de Bordeaux. Jean Lacou ne dénie pas à Pierre Michaux d'avoir eu la même idée en 1861, soit 13 ans plus tard. Jean Lacou reconnaît qu'il n'a pas cru à l'avenir de son invention,,.
En 1873, Jean Lacou se présente comme un inventeur-mécanicien breveté dans Six inventions nouvelles : divers systèmes de machines pouvant fonctionner par des gaz combinés, par le vent et par des forces humaines, pour être appliquées aux tramways et aux chemins de fer d'intérêt local. Dans cet ouvrage, il présente un Vélocipède à gaz.
Autres inventions au crédit de Jean Lacou : une machine à vapeur sans tiroir ni détente, une machine routière circulant sur un seul rail, une couveuse artificielle à gaz.
Par ailleurs il a écrit différents mémoires pour proposer des chemins de fer d'intérêt local reliant Bordeaux et les communes voisines.

## Œuvres

### Poésies, littérature
- Jean Lacou, Œuvres complètes : Les premiers chants, Fleurs des Landes, Les Heures d'un prisonnier, t. I, Bordeaux, Office central de publicité et Imprimerie Auguste Bord, 1869, 336 p. (OCLC 458167905, BNF 30709644, lire en ligne). Ce volume contient en introduction une autobiographie, en partie reproduite ci-dessus.
- Jean Lacou, Œuvres complètes : anecdotes sur les oiseaux, études sur les vins, mélanges littéraires, astronomie., t. II (annoncé dans le tome I).
- Jean Lacou, Fleurs des Landes : Poésies, Bordeaux, impr. de G.-M. de Moulins, 1853, 227 p. (OCLC 561346070, BNF 30709654, lire en ligne) (contient 4 poésies en occitan)
- Jean Lacou, Alphonse de Lamartine, Bordeaux, T. Lafargue, 1848, 8 p. (OCLC 458167912, BNF 30709646)
- Donnez toujours !, Romance, Musique de  Valmont Bal, P., paroles de J. Lacou (1863) (BNF 43310816) (OCLC 844483986)
- Le Soir, Romance, op.3. Musique de Casquil, paroles de J. Lacou (1878) (BNF 42895895)
- Mon pays et mes amours op.67. Musique de Carrères, J. B., paroles de J. Lacou (1879) (BNF 42893671)
- Farinette. Brunette, Musique de Bopp, F., paroles de J. Lacou (BNF 42864862) (OCLC 844087211)

### Ouvrages sur la région de la Gironde
- Jean Lacou, Guide historique, pittoresque et descriptif du voyageur aux bains de mer d'Arcachon et à dix lieues à la ronde, vol. 2 dont 1 atlas : cartes et pl., Bordeaux, impr. de Mme Crugy, 1856 (OCLC 458167954, BNF 30709655)[21]
- Essais sur les travaux du Port de Refuge
- Jean Lacou, Les Vins de Graves : de la Gironde, 1866, 32 p. (OCLC 458168021, BNF 30709665, lire en ligne)
- Jean Lacou, Examen critique sur le bassin d'Arcachon, vol. 1 + carte en couleur, Bordeaux, impr. de J. Lamarque, 1875, 21 p. (OCLC 458167944, BNF 30709653)
- Jean Lacou, Le canton de Pessac : près Bordeaux, Bordeaux, impr. Eugène Bisset, 1865, 47 p. (OCLC 922818196, BNF 44414421, lire en ligne)
- Jean Lacou, La Leyre et le ruisseau de Lacanau, Bordeaux, impr. de E. Bisse, 1865, 16 p. (OCLC 458167978, BNF 30709658)
- Jean Lacou, Le Nectar des Landes (crème d'aubépine), Bordeaux, impr. de Métreau, 1879, 3 p. (OCLC 458167987, BNF 30709660)
- Jean Lacou, L'Huître de gravette, Bordeaux, impr. de Mad. Vve N. Duviella, 1858, 2 p. (OCLC 458167968, BNF 30709657)

### Inventions, ouvrages techniques
- Jean Lacou, Six inventions nouvelles : divers systèmes de machines pouvant fonctionner par des gaz combinés, par le vent et par des forces humaines, pour être appliquées aux tramways et aux chemins de fer d'intérêt local, par Jean Lacou, Bordeaux, impr. Peray, 1873, 17 p. (OCLC 458168000, BNF 30709663, lire en ligne)
- Jean Lacou, Chemin de fer d'intérêt local projeté de Bordeaux au Barp avec embranchement sur Léognan à établir sur la grande route de Bordeaux à Bayonne avec prolongements jusqu'à Belin et au Muret et embranchement pour desservir le bourg de salles par la Vignole : guide pittoresque et descriptif avec une carte représentant la ligne projetée et les communes situées entre Bordeaux, Belin et ses environs, Bordeaux, impr. de G. Chariol, 1880, 13 p. (OCLC 458167925, BNF 30709650)
- Jean Lacou, Chemin de fer d'intérêt local entre Bordeaux (boulevard de Talence) et le Barp (canton de Belin) : mémoire descriptif et cahier des charges avec embranchement sur Léognan et prolongement par les boulevards jusqu'à la Garonne et par les quais jusqu'à la gare de Brienne, Bordeaux, Imprimerie J. Lamarque, 1880 (OCLC 923821768)
- Jean Lacou, Annexe du mémoire descriptif et du cahier des charges du chemin de fer projeté de Bordeaux-boulevard de Talence au bourg du Barp, canton de Belin, et de l'embranchement de Gradignan à Léognan, Bordeaux, impr. de G. Chariol, 1880, 12 p. (OCLC 458167915, BNF 30709647)
- Jean Lacou, Chemin de fer d'intérêt local projeté de Bordeaux à Arès : guide pittoresque et descriptif, Bordeaux, Impr. de J. Lamarquel, 1875, 37 p. (OCLC 458167922, BNF 30709649)
- Jean Lacou, Tramways et chemins de fer sur routes : Système à un et deux rails avec voie étroite : Ouvrage orné de cartes et plans, Bordeaux, impr. de G. Chariol, 1880, 26 p. (OCLC 458168008, BNF 30709664)

### Journaux
- Jean Lacou, Le Phare d'Arcachon : journal maritime, commercial, scientifique et littéraire, Bordeaux, 1858 (ISSN 2134-8820, BNF 32839012). Hebdomadaire, fusionne avec L'Industrie de Bordeaux de juillet à septembre 1858 sous le titre L'Industrie et Le Phare d'Arcachon avant de reprendre sa parution sous son titre initial. Dernier numéro attesté : no 25 (12 décembre 1858).

### Autres publications
- Jean Lacou, Réformes radicales et organisations socialistes : 1° de l'abolition de l'impôt sur les boissons hygiéniques ; 2° de l'abolition des octrois ; 3° de la réduction des patentes et de la cote personnelle et mobilière ; 4° de la fondation d'asiles pour la vieillesse et du travail assuré pour tous les pauvres travailleurs : un recueil de poésies du même auteur, Bordeaux, impr. de G. Delmas, 1895, 123 p. (OCLC 458167995, BNF 30709662). Le recueil de poésies forme les p. 69–123.
- Jean Lacou, Mémoire et sommation adressée à MM. des contributions directes de l'arrondissement de Bordeaux, au sujet des principales propriétés que j'ai achetées et revendues dans Bordeaux et les communes de la Teste, Arcachon, Pessac et Mérignac, pour des impôts que je ne dois pas et que l'on me fait payer, Bordeaux, impr. de A. Bord, 1870, 16 p. (OCLC 458167983, BNF 30709659)
- Adalbert Deganne, Jean-Jacques-Charles Moyrand et Jean Lacou, A LL. EE. MM. les ministres secrétaires d'État aux départements des Finances et de la Marine., Bordeaux, impr. de E. Bissei, 1866, 7 p. (OCLC 458167908, BNF 30709645)
- Jean Lacou, L'Art de faire fortune, Bordeaux, impr. de J. Lamarque, 1879, 28 p. (OCLC 458167919, BNF 30709648)
- Jean Lacou, La Distribution des prix, Bordeaux, impr. de H. Gazay, 1845, 18 p. (OCLC 458167932, BNF 30709651)
- Jean Lacou, Mémoire. Les époux Lacou contre les époux Gattelet : , qui demandent la résiliation de leur échange d'hypothèques, dont ils ne peuvent payer les intérêts, ni parfaire la contenance du domaine de Chatillon, à Pompignac, Gironde, Bordeaux, Impr. A. Bord, 1870, 14 p. (OCLC 467433928, BNF 36793131)

## Pour approfondir